# Phare de Santa Luzia
Le Phare de Santa Luzia (en portugais : Farol de Santa Luzia) est un phare  dans la municipalité de Vila Velha de l'État de Espírito Santo - (Brésil).
Ce phare est la propriété de la Marine brésilienne  et il est géré par le Centro de Sinalização Náutica e Reparos Almirante Moraes Rego (CAMR) au sein de la Direction de l'Hydrographie et de la Navigation (DHN).

## Histoire
Le phare, mis en service en 1871, est une tour octogonale métallique de 12 m de haut, avec galerie et lanterne, peinte en blanc. Le phare émet, à une hauteur focale de 29 m, quatre éclats blancs toutes les douze secondes avec une portée maximale de 34 milles marins (environ 63 km).
Il a été érigé à l'entrée de la baie de Vitória, à Vila Velha. Il guide les navires vers les ports de Vitória, Vila Velha et Tubarão. Depuis 2016 le phare est visitable  du mardi au dimanche, de 9 à 17 heures, organisée par des stagiaires. Un gardien de phare est toujours résident dans une maison avoisinante.
Il est aussi équipé d'un radar Racon émettant la lettre M en alphabet morse.
Identifiant : ARLHS : BRA095 ; BR1980 - Amirauté : G0320 - NGA :18240 .

## Caractéristique dufeu maritime
- Fréquence sur 12 secondes : (W)
  - Lumière : 0.5 seconde
  - Obscurité : 1.5 secondes

### Lien connexe
- Liste des phares du Brésil